# 1875 у літературі

## Книги
- «Підліток» — роман Федора Достоєвського.
- «Злочин абата Муре» — роман Еміля Золя.

## П'єси
- «Банкрутство» — п'єса Б'єрнстьєрне Б'єрнсона.

## Народилися
- 1 квітня — Едгар Воллес, англійський письменник (помер у 1932).
- 6 червня — Томас Манн, німецький письменник (помер у 1955).
- 26 липня — Антоніо Мачадо, іспанський поет (помер у 1939).
- 1 вересня — Едгар Райс Барроуз, американський письменник (помер у 1950).
- 26 серпня — Джон Бакен Твідсмур, шотландський письменник, дипломат (помер у 1940).
- 4 грудня — Райнер Марія Рільке, австрійський поет (помер у 1926).

## Померли
- 11 березня — Олександр Афанасьєв-Чужбинський, український письменник, етнограф, історик, мовознавець (народився в 1817).
- 29 травня — Мотеюс Валанчус, литовский письменник-просвітник, історик, єпископ (народився в 1801).
- 4 серпня — Ганс Крістіан Андерсен, данський письменник, казкар (народився в 1805).
- 10 жовтня — Толстой Олексій Костянтинович, російський письменник, поет, драматург (народився в 1817).